# 月異星邪
《月異星邪》為古龍早期作品，於1960年出版。

## 故事大綱

### 主要人物
- 卓長卿
- 溫瑾

### 次要人物
- 萬妙真人
- 溫如玉

## 小說目錄
- 第一章 人奇獸異
- 第二章 蕪湖大豪
- 第三章 絕色麗人
- 第四章 風雲際會
- 第五章 快刀如林
- 第六章 無雙羅袖
- 第七章 多事頭陀
- 第八章 香車寶蓋
- 第九章 善惡難分
- 第十章 恩怨纏結
- 第十一章 玉女金帖
- 第十二章 漸入虎穴
- 第十三章 天禪寺中
- 第十四章 柔腸寸斷
- 第十五章 亂石浮沙
- 第十六章 恩重仇深
- 第十七章 聲震四野

## 改編衍伸

### 電影
- 1981年
- 導演：唐成大
- 編劇：姚慶康
- 攝影：陳星羽
- 主演：王冠雄、宗華、白鷹
- 剪輯：郭廷鴻
- 製片：計鳴